# Caitlin Foord
Caitlin Jade Foord (Shellharbour, 11 novembre 1994) è una calciatrice australiana, centrocampista dell'Arsenal e della nazionale australiana.

## Palmarès

### Club

#### Competizioni nazionali
- Campionato australiano: 2 
  - Championship: Sydney FC: 2012–2013, 2018-2019
  - Premiership: Sydney FC: 2014

- FA Women's League Cup: 2

Arsenal: 2022-2023, 2023-2024

#### Competizioni internazionali
- UEFA Women's Champions League: 1

Arsenal: 2024-2025

### Nazionale
- Torneo di qualificazione preolimpico delle nazioni asiatiche femminile: 1

2016
- Tournament of Nations: 1

2017
- Cup of Nations: 2

2019, 2023

### Individuale
- Migliore giovane calciatrice al mondiale di Germania 2011[1]